# Papelucho y el Marciano (película)
Papelucho y el Marciano es una película de animación y ciencia ficción chilena del año 2007, basada en la novela homónima de la escritora Marcela Paz. El largometraje fue dirigido por Alejandro Rojas Téllez y protagonizada por Marina Huerta en la voz de Papelucho y Leyla Rangel en la voz de Det.

## Sinopsis
Papelucho un niño alto con cabello castaño ojos de color café claro y oscuro y muy imaginativo, un niño inquieto con una gran imaginación, se encuentra cara a cara con un marciano, llamado Det, con el cual forma una rápida amistad. Cuando su nuevo amigo se le une, mágicamente causa que Papelucho actúe extrañamente frente a otros, por lo cual se ve obligado a devolver al marciano de vuelta a su hogar. Tiempo después, Et regresa a la tierra, prometiendo a Papelucho favores mágicos.

## Reparto
| Personaje  | Actores de voz originales |
| ---------- | ------------------------- |
| Papelucho  | Marina Huerta             |
| Det        | Leyla Rangel              |
| Ji         | Ana Paula Fogarty         |
| Papá       | Mario Castañeda           |
| Mamá       | Maggie Vera               |
| Choclo     | Adrián Fogarty            |
| Tita       | Cecilia Gómez             |
| Maestro    | Carlos del Campo          |
| Marciano 1 | Hugo Núñez                |
| Marciano 2 | Bardo Miranda             |
| Domitila   | Nallely Solís             |

## Premios y Nominaciones
| Año  | Premio     | Categoría      | Nominado                | Resultado |
| ---- | ---------- | -------------- | ----------------------- | --------- |
| 2007 | BKN Awards | Película + BKN | Papelucho y el Marciano | Nominado  |